# 李漢源
李漢源（英語：Patrick Li Hon Yuen，1968年12月27日—），前香港資深電視體育節目工作者，曾任香港體育記者協會主席。

## 簡歷
李漢源於珠海學院新聞系學士畢業，澳門城市大學工商管理碩士，曾任無綫電視體育科節目監製及製作主任。長期在製作部非戲劇組的體育組工作，由助理編導到擢升至節目監製。90年代起製作多個深入民心的體育節目，如體育世界、球迷世界、世界盃節目、奧運會節目、Y Angle，國慶、 農曆年初二煙花匯演，全港運動會開幕典禮，除夕倒數節目，上海世博，深海尋寶，近廚得食......。
李漢源同時在母校珠海學院任新聞系講師多年，浸會大學電影學院電影高級文憑兼任講師，曾兼任香港樹仁學院新聞系高級講師，SL國際藝人練習生統訓學院顧問。
2018年7月7日，因無綫電視完成的《體育世界》後解散無綫時任體育組而離職，其後現為香港《文匯報》撰寫專欄《源於奧運》於2019年2月14日起，逢星期四見刊。
2018年獲民政事務局頒發獎狀，表揚對香港體育推動有貢獻。
2021年5月協助特區政府統籌香港五間持牌電視台轉播東京奧運會及東京殘奧會，同年亦獲行政長官社區服務獎狀，以表揚在統籌2020東京奧運會和殘疾人奧運會在香港的播映安排上貢獻良多。